# Skala lidyjska
Skala lidyjska - skala muzyczna zaliczana do trybów diatonicznych, charakteryzująca się zwiększoną kwartą (czwartym stopniem) w porównaniu ze skalą jońską (durową). W systemie tonalnym ma charakter durowy, jednak brzmieniowo jest jaśniejsza i bardziej „otwarta” od tradycyjnej skali durowej.
Budowa
Skala lidyjska składa się z siedmiu dźwięków. Jej schemat interwałowy (w półtonach) to:
2 – 2 – 2 – 1 – 2 – 2 – 1
W notacji solmizacyjnej dla skali lidyjskiej od C wygląda to następująco:
C – D – E – F♯ – G – A – B – C
Wzór interwałów można zapisać również jako:
T – T – T – P – T – T – P
gdzie:
T – cały ton,
P – półton.
Charakterystyka
Cechą wyróżniającą skalę lidyjską jest zwiększona kwarta (czwarty stopień podwyższony o półton w stosunku do skali jońskiej). Nadaje ona skali specyficzne, „unoszące się” brzmienie, często określane jako pogodniejsze lub bardziej eteryczne niż klasyczny dur.
Zastosowanie
- Muzyka klasyczna – tryb lidyjski występował w muzyce średniowiecznej jako jeden z kościelnych modusów, stosowany m.in. w chorałach gregoriańskich.
- Jazz – skala lidyjska jest często używana przez improwizatorów jazzowych, szczególnie nad akordami durowymi z kwartą zwiększoną (#11), np. Cmaj7(#11).
- Muzyka filmowa – wykorzystywana do tworzenia nastroju optymizmu i przestrzenności (np. przez Johna Williamsa w tematach filmowych).
- Rock i pop – niektóre utwory popularne bazują w całości lub częściowo na skali lidyjskiej.

Porównanie z innymi skalami
W porównaniu ze skalą jońską (durową) różnica polega wyłącznie na podwyższeniu czwartego stopnia o półton.
Przykład:
- Skala jońska od C: C – D – E – F – G – A – B – C
- Skala lidyjska od C: C – D – E – F♯ – G – A – B – C

Historia
Tryb lidyjski jako pojęcie wywodzi się z teorii muzyki starożytnej Grecji, choć w średniowieczu jego znaczenie różniło się od współczesnego rozumienia. W tradycji kościelnej odnosił się do określonej struktury modalnej, która nie zawsze pokrywała się z dzisiejszą lidyjską gamą durową z kwartą zwiększoną.
Przykłady utworów w skali lidyjskiej
- „Maria” – Leonard Bernstein
- Temat główny z filmu E.T. – John Williams
- „Flying in a Blue Dream” – Joe Satriani